# Häfen Kehl
Die Häfen Kehl umfassen drei Hafenbecken für die Großschifffahrt, eine Lände für die  Personenschifffahrt (Stromhafen), einen Sportboothafen für die Freizeitschifffahrt sowie ein Gewerbegebiet.

Sie liegen zwischen Rheinkilometer 293,3 und 297,3. Der gewerbliche Hafen liegt im Norden der Stadt Kehl, Baden-Württemberg, am Zusammenfluss von Rhein und Kinzig auf einer Halbinsel südwestlich des Ortsteils Auenheim.

## Geographie
Die Häfen Kehl liegen rechtsrheinisch an drei räumlich getrennten Standorten westlich des Ortskerns auf einer Höhe von 137 m ü. NN.
- Rhein km 293,3 R: Personenschifffahrtslände Kehl (Stromhafen)
- Rhein km 293,8 R: Yachthafen Kehl, Einfahrt
- Rhein km 297,3 R: Rheinhafen Kehl (gewerbliche Großschifffahrt)

## Geschichte
Der erste Schutzhafen mit einem vom Rheinstrom abgesetzten Becken wurde in Kehl 1842 errichtet. Er hatte ab 1844 bereits einen Bahnanschluss und wurde seither kontinuierlich weiter ausgebaut.
Im Zweiten Weltkrieg wurden die Anlagen größtenteils zerstört; 1944 wurde das Gelände evakuiert.
Ab 1951/52 erfolgte der Wiederaufbau; 1953 waren die Hafenbecken in ihrer heutigen Form wiedererrichtet (siehe Luftbild von 1953 oben). 2002 wurde das Hafenbecken III auf 600 m Länge erweitert.

## Gewerbe und Infrastruktur
Heute umfassen die gewerblichen Hafenanlagen ein 320 Hektar großes Gelände mit 12 km Kaianlagen. Die Gleisanschlüsse der Hafenbahn erschließen alle Anlegestellen und ermöglichen einen trimodalen Güterverkehr. Es gibt einen Schwergutumschlagplatz mit 60 m Kailänge, 30 m Breite und mobilen Krananlagen ebenso, wie zwei Containerbrücken mit 42,5 t und 50 t Tragkraft am Containerterminal. Drei weitere Verladebrücken für Massengüter stemmen jeweils 22 bis 25 t. Flurförderzeuge, zwei mobile 26,5 t Bagger, Pumpen für den Umschlag von Flüssigkeiten, Ver- und Entsorgungseinrichtungen sind vorhanden. Verschiedene Hallen- und Freilagerplätze umfassen insgesamt knapp 13 ha. Es bestehen schwerstlastfähige Straßenanbindungen an das europäische Fernstraßennetz.
2011 wurden etwa 3.500 Gütermotorschiffe gelöscht oder beladen. Es sind ca. 130 Betriebe im Hafengebiet ansässig, die knapp 4.500 Mitarbeiter beschäftigen. Der Güterumschlag in Kehl betrug im Jahr 2012 vier Millionen Tonnen.

## Verkehr
Die Kehler Häfen sind zu der Landesstraße 75 und der Bundesstraße 28 hin erschlossen. Gleisabzweige vom Bahnhof Kehl verbinden den Schienenverkehr mit der Bahnstrecke Straßburg–Karlsruhe.

## Tier- und Pflanzenwelt
Hafenanlagen sind oft bedeutender Lebensraum für Tiere und Pflanzen. An den Kehler Häfen finden sich Vorkommen der europaweit streng geschützten Mauereidechse, der Schwielen-Löwenzähne Bleigrauer, Kurzblütiger und Schonener Löwenzahn, aber auch einiger Neophyten.